# Тудорів

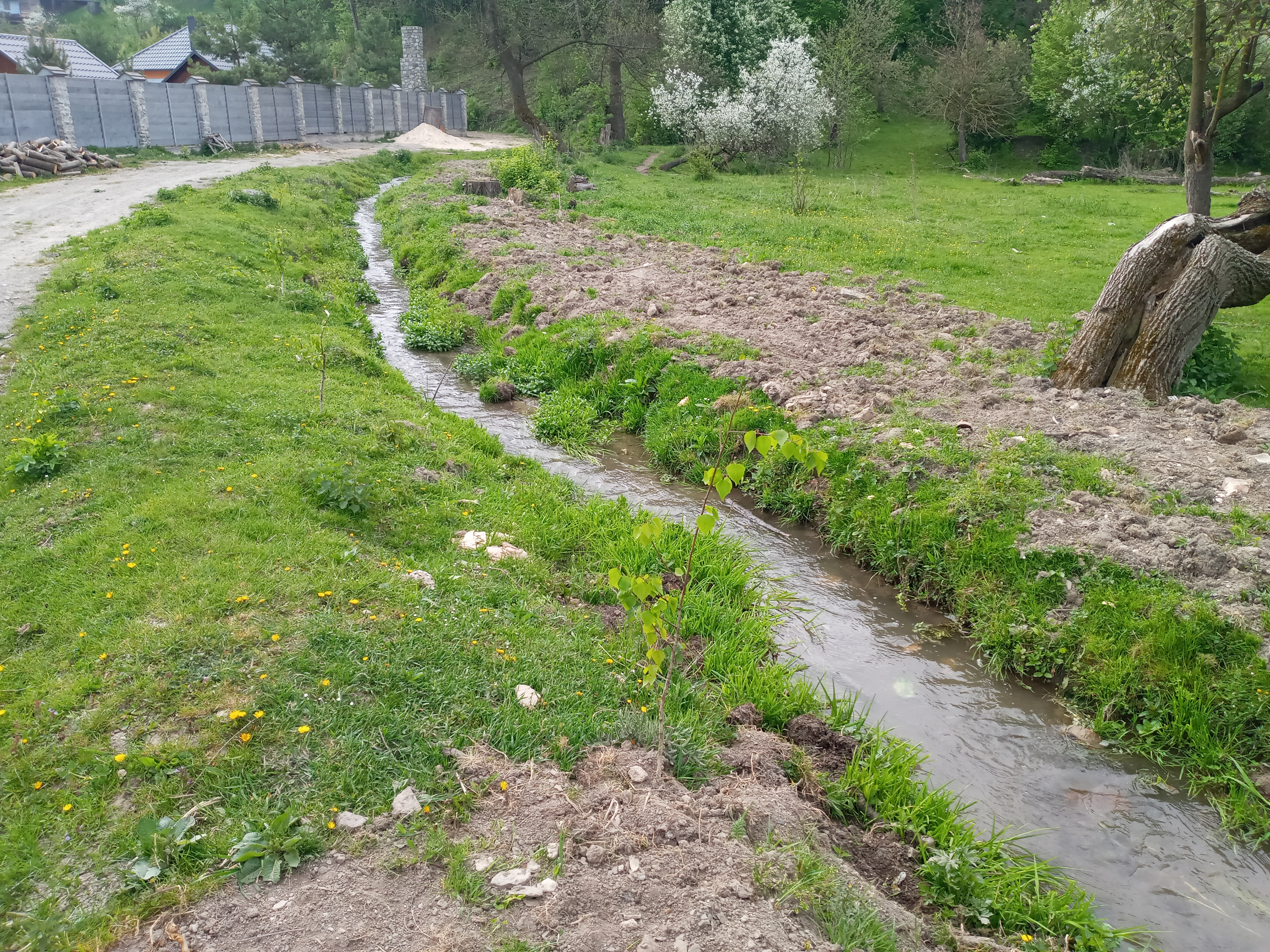
Струмок Безіменний в с. Тудорів

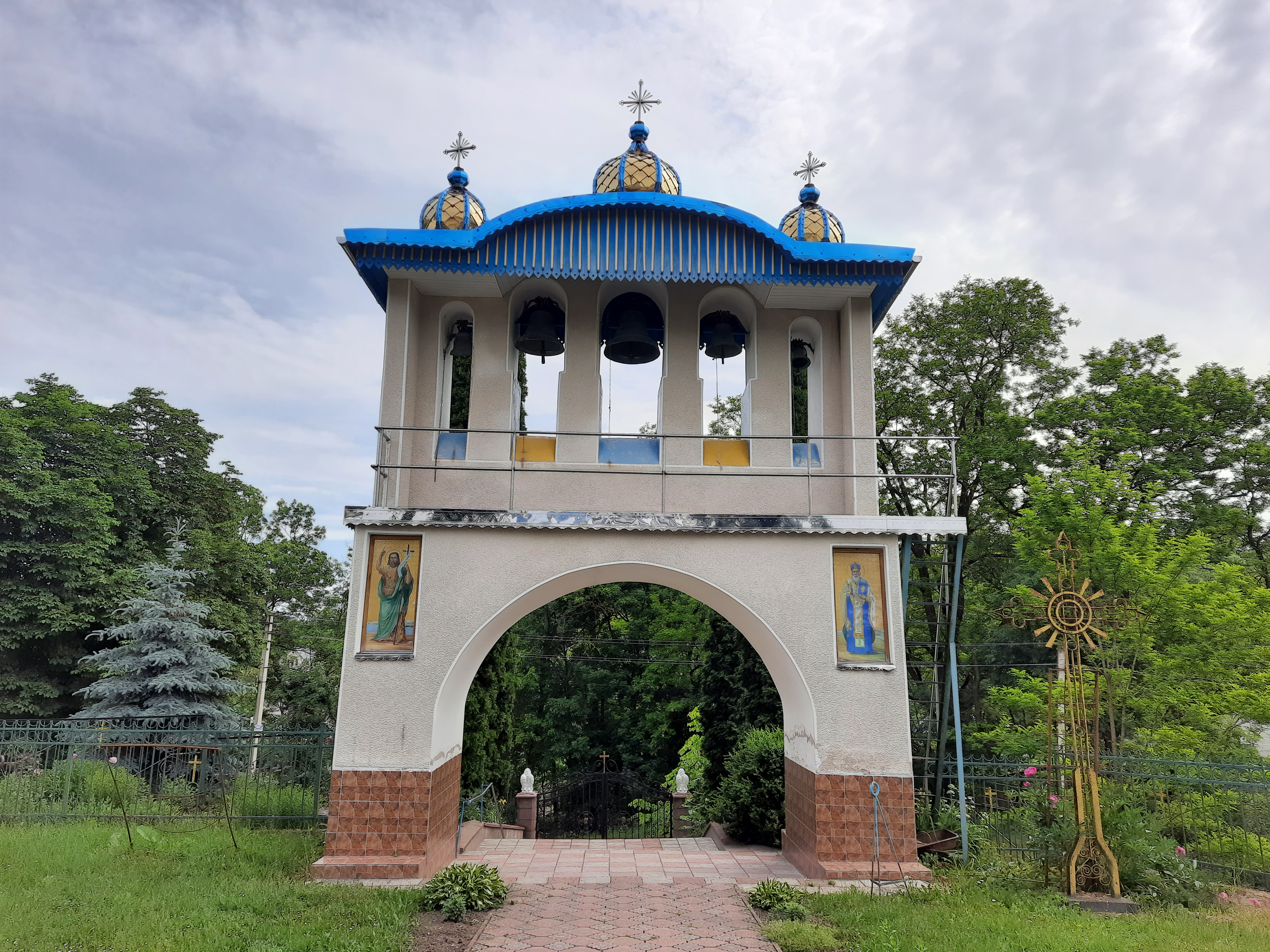
Дзвіниця церкви Святого Миколая

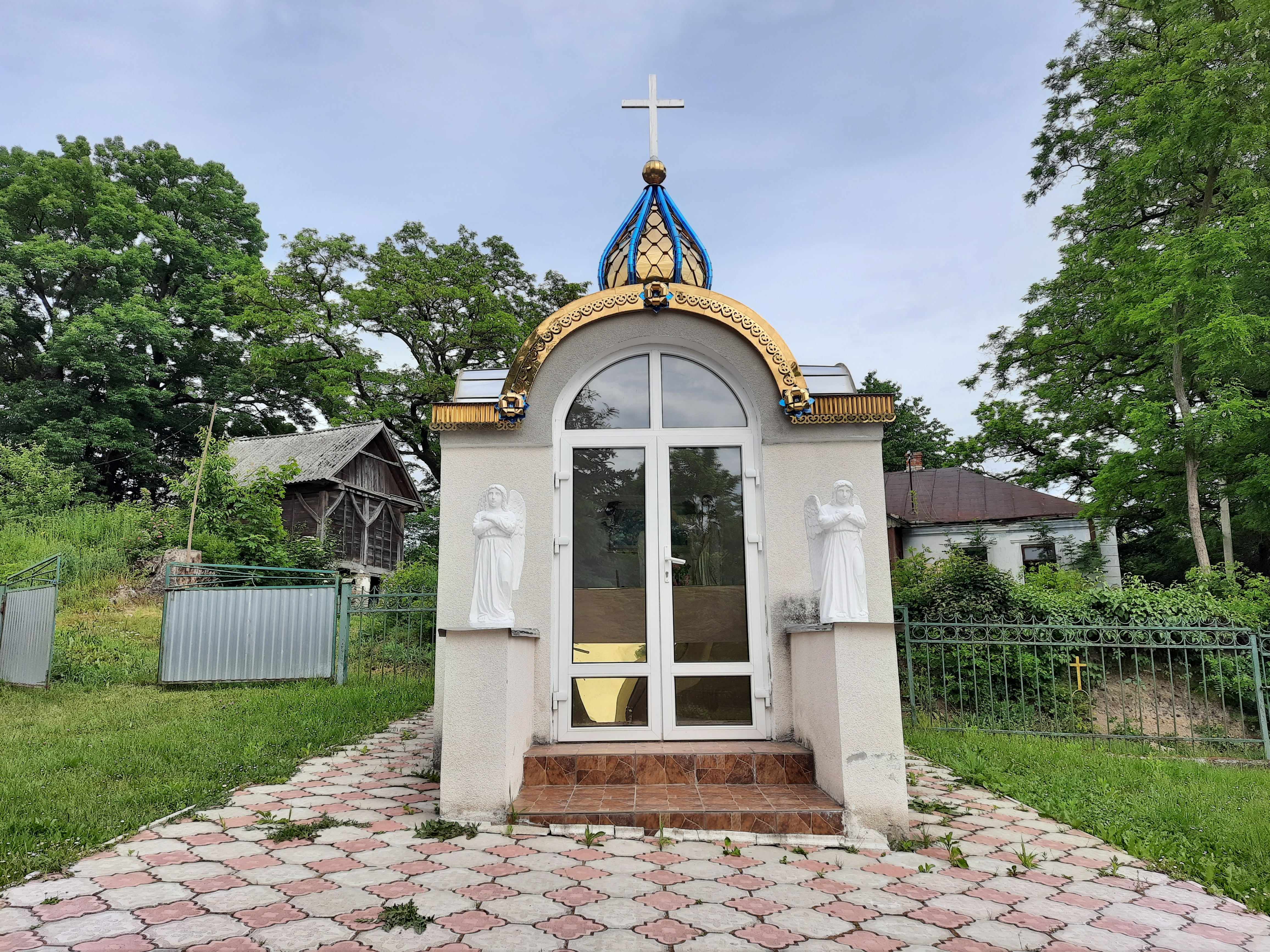
Капличка

Ту́дорів (1946—2002 — Федорівка) — село в Україні,  у Копичинецькій міській громаді Чортківського району Тернопільської області. Розташоване на берегах Серету. Центр колишньої сільради.
Населення — 367 осіб (2025).

## Географія
Селом тече струмок Безіменний.

## Історія

### Давня доба
Поблизу села виявлено археологічні пам'ятки трипільської, голіградської та черняхівської культур.
У 1956 Тернопільська археологічна експедиція музею провела невеликі розкопи 5 поселення початку залізної доби, відкритого розвідкою В. П. Савича в урочищі «Городище».
Поселення розташоване на високому мисі, оточеному з південного, західного та північного боку глибокими ярами. Обстеженням урочища «Городище» стверджено, що це місце заселювалось тричі.
До першого заселення належать сліди поселення трипільської культури, відмічені в західній частині мису. Зібрана в цьому місці кераміка належить до пізньотрипільського часу. На поверхні поля зустрічаються скупчення кусків глиняної хатньої вимазки — сліди розораних трипільських площадок.
До другого заселення належить велика кількість уламків кераміки голіградського типу й уламків каміння та скупчення кусків хатньої вимазки, які потрапили у вал, мабуть, разом із землею, вибраною з рову, що просліджувався з зовнішньої сторони валу. Під час побудови валу, очевидно, знищено рештки древніших жител культури голіградського типу, які знаходились у цьому місці.

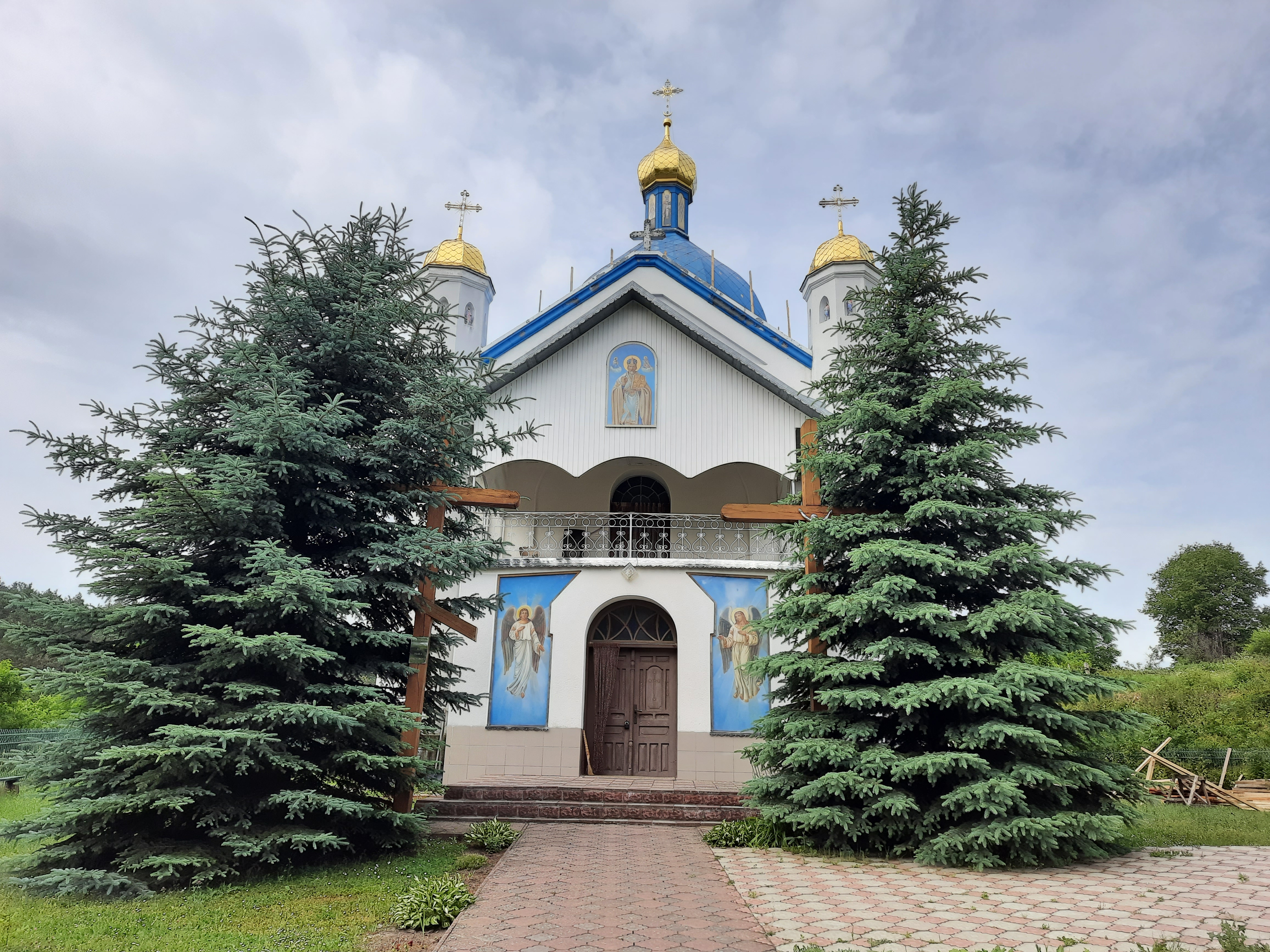
Церква Святого Миколая

Для з'ясування збереженості культурного шару під насипом валу і визначення первісної ширини та висоти валу, закладено розкоп IV 16 м довжиною й 2 м шириною, орієнтований зі сходу на захід; він перерізав вал упоперек. Розколом IV вдалося встановити, що первісна ширина валу — 13 м, його теперішня максимальна висота — 1,40 м, рахуючи від шару сіро-коричневого суглинку, що сильно знівельований оранкою, складався з таких нашарувань:
1. шар чорної землі з великою кількістю культурних решток 0,40—0,81 м завтовшки,
2. шар сильно перепаленого вапняку 0,10—0,40 м завтовшки (простежувався протягом 5,60 м зі східної сторони валу і був, очевидно, зв'язаний з піччю для випалювання вапна, що ще недавно знаходилась недалеко від цього місця),
3. шар сірої мішаної землі з відносно невеликою кількістю культурних решток 0,40—0,60 м завтовшки (стародавній горизонт),
4. сіро-коричневий суглинок без культурних решток.

На дослідженій площі ніяких слідів ям чи будівель простежити не вдалося. З обох боків валу відмічено сліди ровів, заповнених чорною землею, які виступали із західної і східної стін розкопу.
Кераміка, зібрана на поверхні та розкопами поселення біля Тудорова, являє собою уламки посуду, аналогічного знайденому на цілому ряду поселень Верхнього Подністров'я (наприклад, Голігради Тернопільської області, Городниця Івано-Франківської області, верхній шар поселення біля с. Магала Чернівецької області), які належать до пам'яток голіградського типу (т. зв. фракійський гальштат) й датуються приблизно IX — першою половиною VII ст. до н. е. Уламками кераміки з поселення біля Тудорова представлені великі посудини типу «віллянова» з рівним дном, кулястим тілом, циліндричною шийкою і горизонтально відігнутим краєм вінець. Глина з великою домішкою шамоту. На верхній частині тіла інколи знаходяться невеликі випуклості, оточені канелюрами, або скісні жолобчаті канелюри. Зовнішня поверхня чорна, дбайливо залощена, внутрішня — червона.

### Середньовіччя та модерна доба
Перша писемна згадка — 1442 року. 
У 1672 році під час польсько-турецької війни в Тудорові зупинявся султан Мехмед IV.
1680 року на підставі Журавненського договору спільна польсько-турецька комісія визначила кордони, за якими Тудорів залишився в складі Корони Польської.
У 1788 році відкрито дяківську школу.
Діяли «Просвіта», «Сокіл», «Луг», «Рідна школа» та інші товариства. У 1940-х у Тудорові розташовувався Головний провід УПА, тут була сформована сотня сотника «Полтави».
4-5 березня 1945 року тут відбувся бій між частинами УПА та НКДБ. Селян називають Малайники.

### Період Незалежності
З 30 липня 2018 р. у складі Копичинецької міської громади.
12 червня 2020 року, відповідно до розпорядження Кабінету Міністрів України № 724-р «Про визначення адміністративних центрів та затвердження територій територіальних громад Тернопільської області» увійшло до складу Копичинецької міської громади .
19 липня 2020 року, в результаті адміністративно-територіальної реформи та ліквідації Гусятинського району, село увійшло до складу новоутвореного Чортківського району.
У 2021 році в селі відбувалися знімання документального фільму «Марія» (реж. Марія Яремчук) з циклу «Жива УПА», вихід на екрани якого очікується у жовтні 2021 року.
Про село видана книга Івана Чайки «Тудорів — далекий і близький. Історико-краєзнавчий нарис» (2002).

## Політика

### Парламентські вибори, 2019
На позачергових парламентських виборах 2019 року у селі функціонувала окрема виборча дільниця № 610258, розташована у приміщенні сільської ради.
Результати
- зареєстровано 336 виборців, явка 65,77%, найбільше голосів віддано за «Слугу народу» — 23,64%, за Радикальну партію Олега Ляшка — 16,36%, за Всеукраїнське об'єднання «Батьківщина» — 13,64%.[11] В одномандатному окрузі найбільше голосів отримав Микола Люшняк (самовисування) — 28,90%, за Ігоря Сопеля (Слуга народу) — 20,18%, за Володимира Бліхаря (Всеукраїнське об'єднання «Батьківщина») — 14,22%[12].

## Релігія

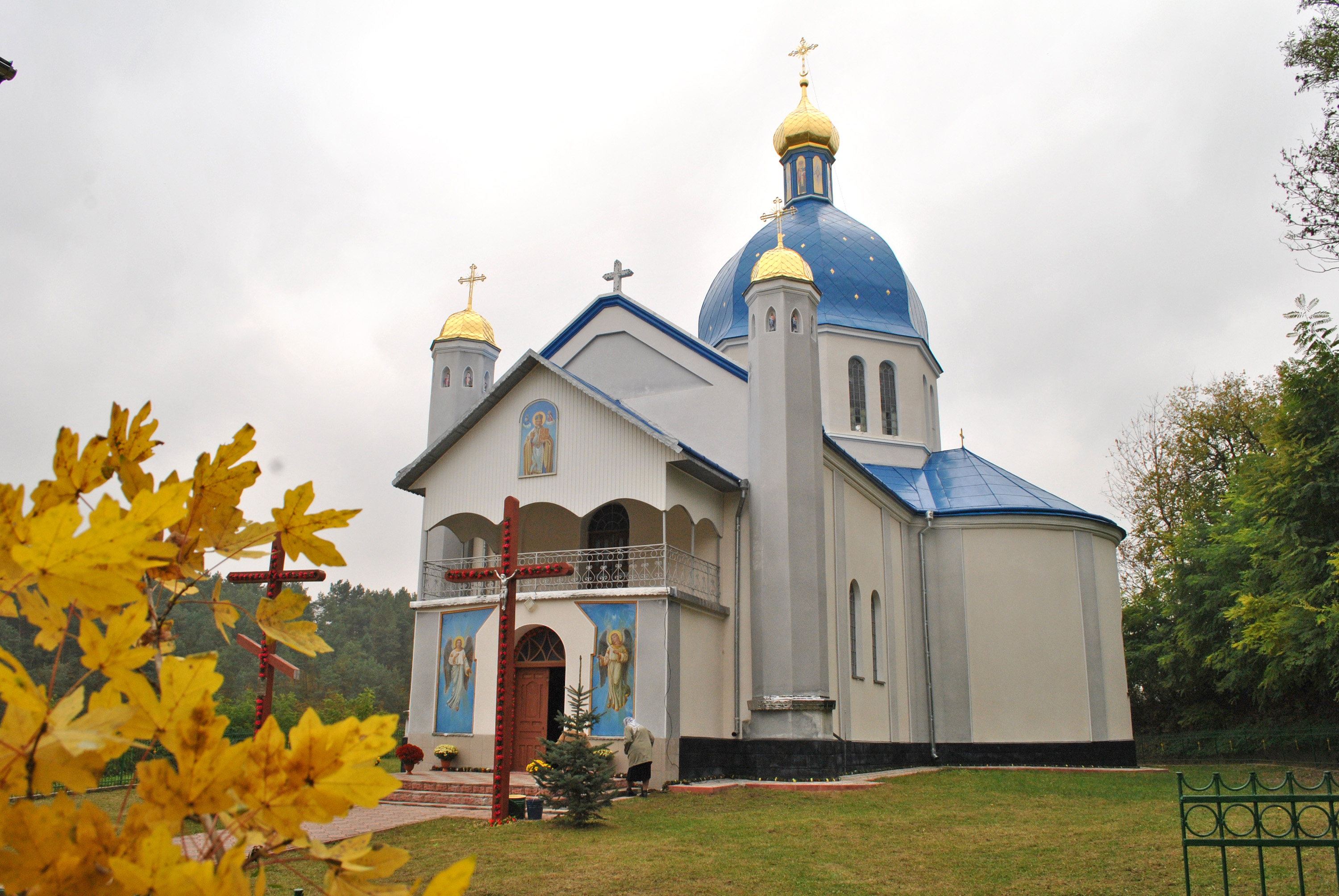
Церква Святого Миколая (1936)

- церква Перенесення Мощей святителя Миколая Чудотворця (1934, кам'яна, ПЦУ),
- церква святого Миколая (1993, мурована, УГКЦ).

## Пам'ятки
- Споруджено пам'ятники воїнам-односельцям, полеглим у німецько-радянській війні (1976) та Борцям за волю України (2001; на могилі вояків УПА), насипано символічну могилу УСС (1990).
- Ботанічний заказник місцевого значення Федорівський.

## Соціальна сфера
Працюють ЗОШ I—II ступенів, Будинок культури, бібліотека, ФАП, відділення зв'язку, торгівельний заклад.

## Відомі люди

### Народилися
- Богдан Марак (1894-1922) — лейтенант австро-угорських військ i поручник УГА;
- Іван Пшоняк (1965) — журналіст, фотохудожник.

### Працювали
- Степан Бріль (1886—1975) — педагог, військовий, меценат;
- о. Ярослав-Володимир Бенеш (1915—1966) — український священник (УГКЦ), церковний і освітній діяч. Був священником у селі впродовж 1939—1944 рр.;
- о. Роман Гузан (1910—1992) — греко-католицький священик, педагог, в'язень ГУЛАГу. На сільській парафії працював сотрудником з правом управи впродовж серпня 1938 — березня  1939 рр.